# Томидзава, Митиэ
Митиэ Томидзава (яп. 富沢美智恵 Томидзава Митиэ, 20 октября, 1961, префектура Нагано) — японская сэйю.

## Биография
Родилась в Маруко в префектуре Нагано. Детство провела в Шиманчи в префектуре Гумма.
Наибольшую известность получила за озвучивание Мацудзаки-сенсея в сериале Crayon Shin-chan, Манами Касуги в сериале Kimagure Orange Road, Линны Ямазаки в сериале Bubblegum Crisis), Рей Хино/Сейлор Марс в сериале «Сейлор Мун», Сумире Канзаки в сериале Sakura Wars и Эми Огасавара в сериале Ghost Sweeper Mikami.
Томидзава сделала перерыв в карьере, чтобы в 2002 году выйти замуж за Акиру Ито. К озвучиванию вернулась в 2004 году в сериале Disgaea. В 2006 году она работала над сериалом «Пираты „Чёрной лагуны“». Она также появлялась в роли Сумире, персонажа Sakura Wars, в нескольких передачах Musical Kayou Show.
В сериале Sailor Moon R Томидзава исполняла песню «Eien no Melody» («Вечная мелодия»), написанную Нодой Каору и Маситой Ицуми. Она также записала песни для нескольких альбомов саундтреков к Sailor Moon, включая версию композиции «Last Christmas» группы Wham! на английском языке для рождественского альбома Sailor Stars.
Томидзава свободно владеет английским и японским языками. Исповедует христианство.

## Позиции в Гран-при журнала Animage
- 1993 год — 13-е место в Гран-при журнала Animage, в списке лучших сэйю[4];
- 1994 год — 19-е место в Гран-при журнала Animage, в списке лучших сэйю[5]

## Роли в аниме
- 1983 год — Seisenshi Dunbine (Эльфино);
- 1984 год — Гиперпространственная Кавалерия Южного Креста (Жанна Франсуа);
- 1985 год — Konpora Kid (Риэ);
- 1985 год — D: Охотник на вампиров (Дорис);
- 1986 год — Легенда о Хикари (Хадзуки Сиина);
- 1986 год — Проект А-ко — Фильм (Сико (C-Ко) Котобуки);
- 1986 год — Девичья Сила — Фильм (Пони);
- 1986 год — Гайвер — Фильм (Мидзуки Сэгава);
- 1987 год — Bubblegum CrisisКризис каждый день (Линна Ямадзаки);
- 1987 год — Капризы Апельсиновой улицы (ТВ) (Манами Касуга);
- 1987 год — Puttsun Make Love (Саори Хагихара);
- 1987 год — Капризы Апельсиновой улицы (спэшл) (Манами Касуга);
- 1987 год — Shin Majinden Battle Royal High School (Сэнди);
- 1988 год — Moeru! Oniisan (Сэнди);
- 1988 год — Доминион: Танковая полиция (Юни Пума);
- 1988 год — Akai Kodan Zillion Utahime Yakyoku (Солейр);
- 1988 год — The Ten Little Gall Force (Пони);
- 1988 год — Легенда о героях Галактики OVA-1 (Эльфрида фон Кольрауш);
- 1988 год — Капризы Апельсиновой улицы: Я хочу вернуться в тот день (Манами Касуга);
- 1988 год — Однофунтовое Евангелие (Сакай);
- 1989 год — Капризы Апельсиновой улицы OVA-1 (Манами Касуга);
- 1989 год — Гарага (Хэран);
- 1989 год — Капризы Апельсиновой улицы OVA-6 (Манами Касуга);
- 1989 год — Капризы Апельсиновой улицы OVA-5 (Манами Касуга);
- 1989 год — Капризы Апельсиновой улицы OVA-4 (Манами Касуга);
- 1989 год — Капризы Апельсиновой улицы OVA-3 (Манами Касуга);
- 1989 год — Девичья Сила OVA-4 (Салли);
- 1991 год — Капризы Апельсиновой улицы OVA-8 (Манами Касуга);
- 1991 год — Капризы Апельсиновой улицы OVA-7 (Манами Касуга);
- 1991 год — Ариэль OVA-2 (Мия Кавай);
- 1991 год — Majuu Senshi Luna Varga (Луна);
- 1991 год — High School Mystery: Gakuen Nanafushigi (Мидзуки Итидзё);
- 1991 год — Кризис каждый день: Крах! (Линна Ямадзаки);
- 1991 год — 3×3 Eyes3x3 глаза (Дон-тян);
- 1991 год — Dark Cat (Додзи-сэнсэй);
- 1992 год — Красавица-воин Сейлор Мун (ТВ) (Рэй Хино / Сейлор Марс);
- 1992 год — Син-тян (ТВ) (Мацудзака-сэнсэй);
- 1992 год — Джокер (Джокер (женщина));
- 1992 год — Oira Sukeban (Канко);
- 1992 год — Scramble Wars (Линна);
- 1992 год — Другая земля (Хонран);
- 1993 год — Красавица-воин Сейлор Мун Эр (ТВ) (Рэй Хино / Сейлор Марс);
- 1993 год — Ghost Sweeper Mikami (Эми Огасавара);
- 1993 год — Син-тян 1993 (фильм #01) (Мацудзака-сэнсэй);
- 1993 год — Красавица-воин Сейлор Мун Эр — Фильм (Рэй Хино / Сейлор Марс);
- 1993 год — Красавица-воин Сейлор Мун Эр (спэшл) (Рэй Хино / Сейлор Марс);
- 1994 год — Красавица-воин Сейлор Мун Эс (ТВ) (Рэй Хино / Сейлор Марс);
- 1994 год — GS Mikami - Gokuraku Daisuken! (Эми Огасавара);
- 1994 год — Onikirimaru (Сунаока);
- 1994 год — Красавица-воин Сейлор Мун Эс — Фильм (Рэй Хино / Сейлор Марс);
- 1995 год — Красавица-воин Сейлор Мун Супер Эс (ТВ) (Рэй Хино / Сейлор Марс);
- 1995 год — Красавица-воин Сейлор Мун Супер Эс - Спецвыпуск (Рэй Хино / Сейлор Марс);
- 1995 год — 3х3 глаза: Сказание Сэймы (Дон);
- 1995 год — Красавица-воин Сейлор Мун Супер Эс: Первая любовь Ами (Рэй Хино / Сейлор Марс);
- 1995 год — Красавица-воин Сейлор Мун Супер Эс — Фильм (Рэй Хино / Сейлор Марс);
- 1996 год — Красавица-воин Сейлор Мун: Сейлор-звезды (Рэй Хино / Сейлор Марс);
- 1996 год — Син-тян 1996 (фильм #04) (Мацудзака-сэнсэй);
- 1996 год — Те, кто охотятся на эльфов (Айри Комияма);
- 1996 год — Новые капризы Апельсиновой улицы (Манами Касуга);
- 1997 год — Те, кто охотятся на эльфов II (Айри Комияма);
- 1997 год — Доктор Сламп (ТВ-2) (Цунцуноданотэйюго Цун);
- 1997 год — Sakura Taisen OVA (Сумирэ Кандзаки);
- 1998 год — Летопись войн острова Лодосс (ТВ) (Рейлия);
- 1998 год — Let's Nupu-Nupu (Ситара-сэнсэй);
- 1999 год — Домоправительница Эбитю (Хозяйка Эбитю);
- 1999 год — Kaitouranma: The Animation (Сюкуно Котохару);
- 1999 год — Sakura Taisen 2 (Сумирэ Кандзаки);
- 2000 год — Sakura Taisen TV (Сумирэ Кандзаки);
- 2001 год — Син-тян 2001 (фильм #09) (Мацунага-сэнсэй);
- 2001 год — Сакура: Война миров — Фильм (Сумирэ Кандзаки);
- 2002 год — Sakura Taisen Sumire Kanzaki Intai Kinen: Su Mi Re (Сумирэ Кандзаки);
- 2003 год — Театр Румико Такахаси (Сиратори (эп. 8));
- 2004 год — Юго - Переговорщик (Ольга (Russia Chapter));
- 2005 год — Огни Пестрой Арены OVA-2 (Рю);
- 2006 год — Rakugo Tennyo Oyui (Огин);
- 2006 год — Пираты «Черной лагуны» (первый сезон) (Роберта (эп. 9-10));
- 2009 год — Fight Ippatsu! Juuden-Chan!! (Палс Транс);
- 2015 год — Magic Kaito (Тикагэ Куроба)
- 2016 год — Tenchi Muyo! Ryo-Ohki (Михоши Курамицу) (OVA 4)
- 2020 год — Sakura Wars the Animation (Сумире Канзаки)